# Diocèse de Tombura-Yambio
Le diocèse de Tombura-Yambio est une juridiction de l'Église catholique au Soudan du Sud. Il est suffragant de l'archidiocèse de Djouba. L'évêque actuel est Mgr Edward Hiiboro Kussala.
Jusqu'au 21 février 1986, le diocèse portait le nom de « Diocèse de Tombura ».